# Трес-Баррас
Трес-Баррас (порт. Três Barras)  —  муниципалитет в Бразилии, входит в штат Санта-Катарина. Составная часть мезорегиона Север штата Санта-Катарина. Входит в экономико-статистический  микрорегион Каноиньяс. Население составляет 18 224 человека на 2006 год. Занимает площадь 438 км². Плотность населения — 41,6 чел./км².

## История
Город основан 23 января 1961 года. 

## Статистика
- Валовой внутренний продукт на 2003 составляет 279.462.669,00 реалов (данные: Бразильский институт географии и статистики).
- Валовой внутренний продукт на душу населения на 2003 составляет 15.771,92 реалов (данные: Бразильский институт географии и статистики).
- Индекс развития человеческого потенциала на 2000 составляет 0,758 (данные: Программа развития ООН).